# داود سعد
داود سعد سلمان محمد سعد (9 يوليو 1986) لاعب كرة قدم بحريني يلعب حاليا لصالح نادي الدرجة الأولى الرفاع البحريني في مركز الظهير الأيمن من 2004.

## الإنجازات
- الدوري البحريني الممتاز (3): 2005، 2012، 2014
- كأس ملك البحرين (1): 2010
- كأس ولي العهد (1): 2005
- كأس الاتحاد البحريني (1): 2014

## روابط خارجية
- داود سعد على موقع قاعدة بيانات كرة القدم.إي يو (الإنجليزية)
- داود سعد على موقع ناشيونال فوتبول تيمز (الإنجليزية)
- داود سعد على موقع Soccerway.com (الإنجليزية)